# Manifesto
Manifesto — шестой студийный альбом рок-группы Roxy Music, изданный в 1979 году лейблом E.G. Records в Великобритании, Polydor в Европе, Atco Records — в США. Manifesto стал первым студийным альбомом после роспуска группы в 1976 году.

## Об альбоме
После длительного перерыва с 1976 по 1978 годы коллектив воссоединился и выпустил свой новый альбом в 1979 году, который по звучанию был мягче, чем предыдущие релизы группы. Помимо этого, вместо гитар в мелодиях группы начали преобладать клавишные, а вокалу Ферри отводилось больше внимания, чем это было раньше. Всего в участниках записи числилось 7 человек, но спустя несколько лет после выхода альбома появилась информация о том, что их было больше. Стив Феррон, Рик Маротта и Ричард Ти играли на пианино в некоторых треках, также в записи альбома участвовал Лютер Вандросс в качестве бэк-вокалиста, но однако официально не был упомянут.
Первым синглом с альбома Manifesto стала песня «Trash», она попала в топ-40 в Великобритании. «Angel Eyes» и «Dance Away» также были выпущены синглами.
Критики положительно оценили альбом. Обозреватель журнала Billboard отметил, что в альбоме присутствуют прекрасная баллада «Spin Me Round», а также упомянул, что в альбоме преобладает меланхоличное настроение, которое очень хорошо отражается в «My Little Girl».
Рецензент сайта AllMusic пишет, что после того, как вокал Брайана Ферри стал доминировать в композициях, остальные участники отошли на задний план, а инструментальные интерлюдии и вовсе были исключены из песен. Вместо них появились стильные дискотечные ритмы. Самыми замечательными из всех песен диска являются «Angel Eyes» и «Dance Away». Роберт Кристгау отметил, что Manifesto не является инновационным в творчестве группы, но лёгок для прослушивания. Rolling Stone поставил альбому 4 из пяти звёзд.
4 июня 1979 года диск получил золотой сертификат от Британской ассоциации производителей фонограмм.

## Список композиций
Все песни написал Брайан Ферри, за исключением отмеченного.
Сторона 1
1. «Manifesto» (Брайан Ферри, Фил Манзанера) — 5:29
2. «Trash»(Брайан Ферри, Фил Манзанера) — 2:14
3. «Angel Eyes» (Брайан Ферри, Энди Маккей) — 3:32
4. «Still Falls the Rain» (Брайан Ферри, Фил Манзанера) — 4:13
5. «Stronger Through the Years» — 6:16

Сторона 2
1. «Ain’t That So» — 5:39
2. «My Little Girl» (Брайан Ферри, Фил Манзанера) — 3:17
3. «Dance Away» — 3:46
4. «Cry, Cry, Cry» — 2:55
5. «Spin Me Round» — 5:15

## Участники записи
Roxy Music
- Брайан Ферри — вокал, клавишные
- Энди Маккей — гобой, саксофон
- Фил Манзанера — электрическая гитара
- Пол Томпсон[англ.] — ударные

сессионные музыканты
- Пол Каррак — клавишные
- Алан Спеннер[англ.] — бас-гитара
- Гэри Тиббс[англ.] — бас-гитара

технический персонал
- Рик Маротта — ударные
- Стив Ферроне — ударные
- Ричард Ти — пианино
- Ретт Дэвис[англ.] — звукозаписывающий инженер
- Джимми Дуглас — звукозаписывающий инженер
- Рэнди Мэйсон — инженер
- Фил Браун — инженер

## Чарты
| Страна         | Наивысшая позиция |
| -------------- | ----------------- |
| Австрия        | 25                |
| Великобритания | 7                 |
| Германия       | 37                |
| Канада         | 24                |
| Нидерланды     | 5                 |
| Новая Зеландия | 8                 |
| Франция        | 18                |
| Швеция         | 11                |